# Ken Spain
John Kenneth "Ken" Spain (Houston, Texas, 6 de octubre de 1946-ibídem, 11 de octubre de 1990) fue un jugador de baloncesto estadounidense que disputó una temporada en la ABA, además de jugar en la EPBL. Con 2,05 metros de estatura, lo hacía en la posición de pívot.

## Trayectoria deportiva

### Universidad
Jugó durante tres temporadas con los Cougars de la Universidad de Houston, donde promedió 11,3 puntos y 9,5 rebotes por partido. En su segunda temporada fue el segundo mejor anotador y reboteador de su equipo, con 14,8 puntos y 11,6 rebotes, únicamente superado por Elvin Hayes. Fue el jugador que defendió a Lew Alcindor en el histórico partido que acabó con la racha de 88 partidos imbatidos de UCLA en el Astrodome de Houston.

### Juegos Olímpicos
Fue convocado para jugar con la selección de Estados Unidos en los Juegos Olímpicos de México 1968, en la que consiguieron la medalla de oro. Promedió 4,3 puntos por partido, y en la final anotó un punto.

### Profesional
Fue elegido en la vigésima posición del Draft de la NBA de 1969 por Chicago Bulls, y también por los Oakland Oaks en el draft de la ABA, pero no consiguió entrar en ninguno de los dos equipos, por lo que jugó dos temporadas en la EPBL.
Poco antes del final de la temporada 1970-71 de la ABA fichó por los Pittsburgh Condors, con los que promedió 2,2 puntos y 3,6 rebotes por partido.

## Estadísticas de su carrera en la ABA

### Temporada regular
| Temporada | Edad | Equipo             | Liga | P  | TIT | MIN  | TC  | TCA | %TC  | 3P  | 3PA | %3P | TL  | TLA | %TL  | R.OF. | R.DEF. | REB | ASIS | ROB | TAP | PER | FP  | PTS |
| 1970-71   | 24   | Pittsburgh Condors | ABA  | 11 |     | 10.2 | 0.7 | 2.0 | .364 | 0.0 | 0.0 |     | 0.7 | 1.5 | .471 | 1.0   | 2.6    | 3.6 | 0.2  |     |     | 0.8 | 1.5 | 2.2 |
| Total     |      |                    | ABA  | 11 |     | 10.2 | 0.7 | 2.0 | .364 | 0.0 | 0.0 |     | 0.7 | 1.5 | .471 | 1.0   | 2.6    | 3.6 | 0.2  |     |     | 0.8 | 1.5 | 2.2 |